# Kastelbell-Tschars
Kastelbell-Tschars (wł. Castelbello-Ciardes) – miejscowość i gmina we Włoszech, w regionie Trydent-Górna Adyga, w prowincji Bolzano.
Liczba mieszkańców gminy wynosiła 2383 (dane z roku 2009). Język niemiecki jest językiem ojczystym dla 98,86%, włoski dla 1,05%, a ladyński dla 0,09% mieszkańców (2001).